# Hama
Hama GmbH & Co. KG — немецкая компания, занимающаяся производством аксессуаров для аудио-, видео-, фото- и компьютерной техники. В 2008 году Hama отметила 85-летний юбилей.

## История
- В 1923 году в городе Дрезден (Германия) немецкий фотограф Мартин Ханке создаёт фирму Hamaphot, которая выпускает оборудование для лабораторий и фотопринадлежности. Основателю корпорации тогда было всего 18 лет[1].
- В 1945 во время бомбёжек Дрездена фабрика Hamaphot была разрушена, и производство переносят в город Монхайм. С тех пор компания специализируется на фотоаксессуарах[2].
- В 1950-х годах выпускаются известные в Европе фотоаппараты Hamaphot (модели Hexi и Moni). Производство этих фотоаппаратов доходит до 1 миллиона штук в год.
- В 1975 году запускается линия по производству оснастки для слайдов Hamafix.
- С 1980-х годов начинается выпуск аксессуаров для аудио-, видеотехники.
- В 1993 году меняется название с Hamaphot на Hama GmbH & Co KG. Теперь Hama производит компоненты для компьютерного и телекоммуникационного оборудования, контейнеры для хранения CD.
- В 1994 году Hama заключает договор с фирмой Samsonite на дистрибуцию фото-видео сумок этой всемирно известной марки.
- В 1998 году в чешском местечке Сыровице открывается филиал по производству фоторамок. В этом же году фирма отмечает своё 75-летие.
- В 1999 году начинаются продажи товаров под марками SanDisk и Plantronics.
- В 2000 году в фирме работает 1600 человек по всему миру, из них 980 в головном подразделении в Монхайме. Открывается филиал в Польше, компания выходит на рынки Восточной Европы. С приходом цифровых технологий Hama начинает выпуск принадлежностей для цифровых фотоаппаратов.
- С 2001 года Hama распространяет товары под маркой Chiemsee.
- В 2006 году Hama открывает в Монхейме крупный логистический центр на 27500 палетомест, откуда поставляются товары во все уголки Европы, в Америку и на Ближний Восток.
- Сейчас в фирме Hama работает около 2400 человек, в том числе 1440 в Монхайме.

## Продукция

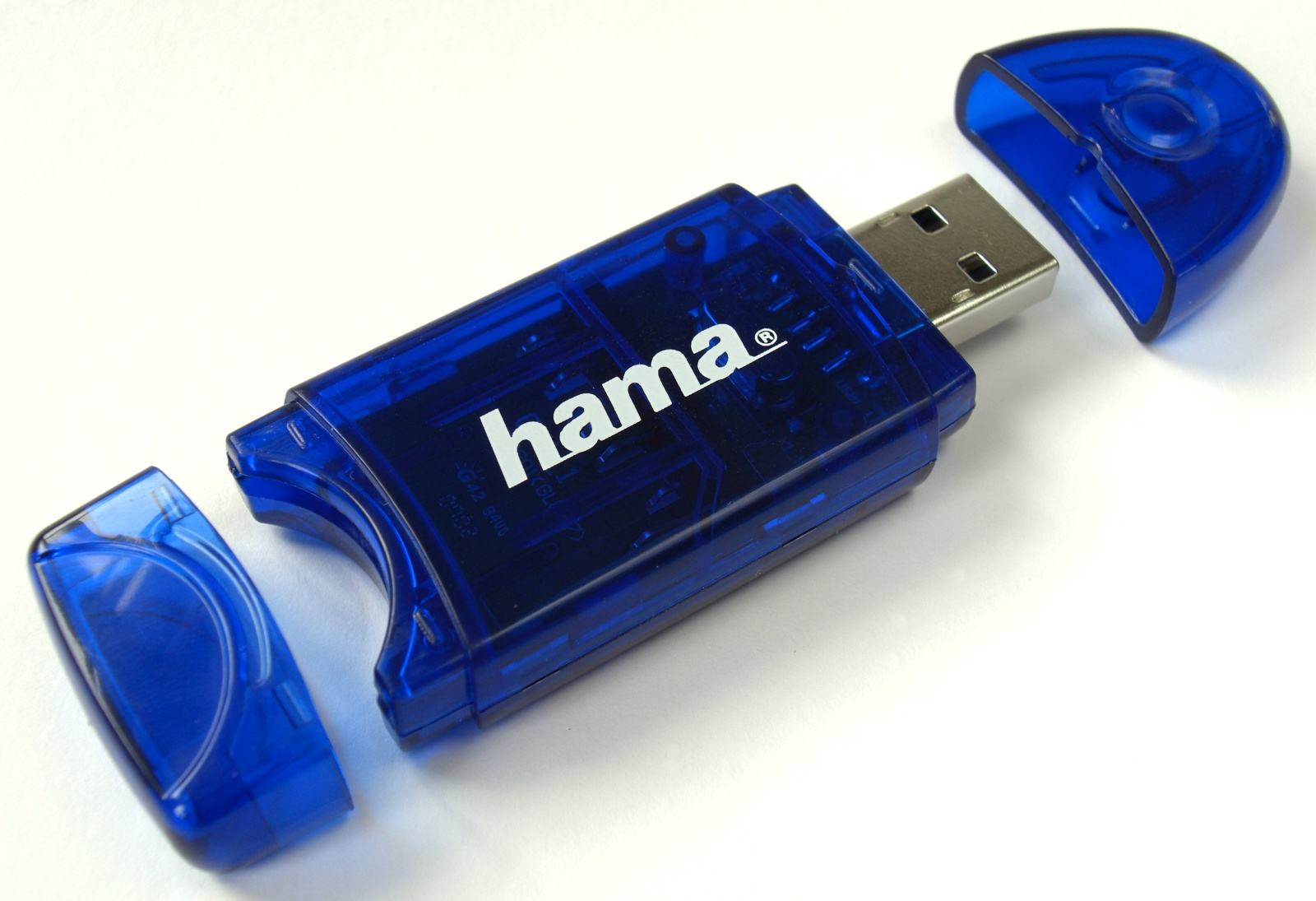
USB-flash, совмещённый с кардридером под маркой Hama

Hama производит около 18000 наименований аксессуаров для всех видов multimedia-техники.
В Россию поставляются следующие виды товаров под маркой Hama:
- кабели и переходники для теле-, видео-, аудио-, компьютерной техники, и средства для очистки этой техники;
- компьютерные мыши и клавиатуры;
- наушники и внешние акустические системы;
- зарядные устройства и аккумуляторы, стабилизаторы напряжения, сетевые адаптеры;
- устройства радио-няня и видео-няня;
- универсальные цифровые устройства, bluetooth-адаптеры, кардридеры;
- сумки для фото-, видео- и компьютерной техники, и аксессуары для этой техники;
- полки, стойки, футляры и сумки для хранения CD/DVD;
- альбомы и рамки для фотографий (в т. числе цифровые);
- светофильтры для объективов;
- устройства громкой связи и гарнитуры для мобильных телефонов («handsfree»);
- погодные станции